# Diane Broeckhoven
Diane Broeckhoven (Antwerpen, 4 maart 1946) is een Vlaamse schrijfster. 

## Biografie
Diane Broeckhoven werd geboren in Antwerpen, maar woonde vanaf 1970 30 jaar in Nederland. In 2000 keerde ze terug naar haar geboortestad. Naast het schrijven van boeken, werkt zij ook als freelancejournaliste. Zij heeft drie volwassen kinderen.
Diane Broeckhoven publiceerde reeds meer dan 20 jeugdboeken. Zij schrijft op een indringende manier over taboedoorbrekende onderwerpen, bijvoorbeeld over de dood van een kind in Een dood vogeltje, over aids in Kristalnacht, over de kloof tussen arm en rijk in Een god met warme handen.
In 1998 schreef ze haar eerste roman voor volwassenen. Van de Duitse vertaling van De buitenkant van Meneer Jules (Ein Tag mit Herrn Jules) zijn zo'n 250.000 exemplaren verkocht. Reiskoorts is het vervolg op dit boek.

### Voor de jeugd
- 1980 - Dagboekje van Matthijs (Lannoo)
- 1981 - Als een lopend vuurtje (Arcanum)
- 1982 - De waterlanders (Lannoo)
- 1984 - Grapje van Silvester (Lannoo)
- 1986 - Een dood vogeltje (Lannoo)
- 1989 - Buitengewoon gewoon (Lannoo)
- 1991 - Mijn vader is zo gek nog niet (Standaard Uitgeverij)
- 1992 - Schipper mag ik overvaren? (Standaard Uitgeverij)
- 1993 - Bruin zonder zon (Houtekiet)
- 1995 - Een soort zusje (Houtekiet)
- 1996 - De taxidermist (NCJ)
- 1997 - Kristalnacht (Houtekiet)
- 1998 - Jacobs laddertje (Standaard Uitgeverij)
- 1999 - Een god met warme handen (Houtekiet)
- 2002 - Woensdag weegdag (Altiora Averbode)
- 2004 - Zwanendrift (The House of Books)

### Voor volwassenen
- 1998 - Het verkeerde keelgat (Houtekiet)
- 2001 - De buitenkant van Meneer Jules (The House of Books)
- 2002 - Voor altijd de jouwe (The House of Books)
- 2004 - Eens kind, altijd kind (The House of Books)
- 2006 - Reiskoorts (The House of Books)
- 2007 - Mise en Bouteille (The House of Books)
- 2009 - Kruisweg (Uitgeverij Vrijdag)
- 2010 - Vergrijzing (Uitgeverij Vrijdag)
- 2012 - Hoed u voor namaak (Uitgeverij Vrijdag)
- 2013 - Wat ik nog weet (Uitgeverij Vrijdag)
- 2014 - De poppendokter (Uitgeverij Vrijdag)
- 2015 - P.S. Paula Semer (Uitgeverij Vrijdag)
- 2016 - Wat voorafging (Uitgeverij Vrijdag)
- 2017 - Niemand heeft het gedaan (Uitgeverij Vrijdag)
- 2019 - Kroniek van een overzichtelijk jaar (Uitgeverij Vrijdag)
- 2022 - Je fluistert in mijn oor (Uitgeverij Vrijdag), over Julie Van Espen
- 2023 - Gemis (Uitgeverij Vrijdag)

## Prijzen
- 1981 - Prijs Provincie Antwerpen
- 1981 - Prijs Tielt Boekenstad
- 1986 - Prijs Tielt Boekenstad voor Een dood vogeltje
- 1987 - Boekenleeuw voor Een dood vogeltje
- 1987 - Interprovinciale prijs voor Een dood vogeltje
- 1994 - Boekenleeuw voor Bruin zonder zon
- 1997 - Kinder- en Jeugdjury Vlaanderen voor Kristalnacht